# Alegeri legislative în Grecia, decembrie 1915
Alegerile legislative din Grecia (6 decembrie 1915) au fost notabile deoarece Eleftherios Venizelos și partidul său nu au participat. Acesta a fost rezultatul unei confruntari feroce cu regele Constantin I în legatura cu participarea Greciei în Primul Război Mondial. Venizelos a considerat Grecia ca fiind un aliat apropiat și loial al Angliei, în timp ce Constantin I, care a fost afiliat cu familia regală germană, favoriza neutralitatea Greciei.
Deși corpul electoral îl susținea pe Venizelos, Constantin a insistat în pozitia sa și nu a ezitat să se confrunte cu guvernul ales pe cale democratică. Venizelos a demisionat și s-a retras temporar din prim planul politic, ceea ce a dus criza în cel mai rau punct al sau. Numai partidele de dreapta au participat la alegeri.
În câteva luni, criza a devenit aproape un razboi civil între suporterii lui Venizelos (așa numita „Schisma Națională”), care au creat și propriul guvern la Salonic, în timp ce guvernul oficial din Atena a rămas sub controlul lui Constantin I.
| Rezumatul din 6 decembrie 1915 Parlamentul Greciei (Vouli ton Ellinon) Rezultatele alegerilor | Rezumatul din 6 decembrie 1915 Parlamentul Greciei (Vouli ton Ellinon) Rezultatele alegerilor | Rezumatul din 6 decembrie 1915 Parlamentul Greciei (Vouli ton Ellinon) Rezultatele alegerilor | Voturi    | Voturi | Voturi | Locuri | Locuri |
| Rezumatul din 6 decembrie 1915 Parlamentul Greciei (Vouli ton Ellinon) Rezultatele alegerilor | Rezumatul din 6 decembrie 1915 Parlamentul Greciei (Vouli ton Ellinon) Rezultatele alegerilor | Rezumatul din 6 decembrie 1915 Parlamentul Greciei (Vouli ton Ellinon) Rezultatele alegerilor | Nr.       | %      | +− %   | Nr.    | +−     |
| --------------------------------------------------------------------------------------------- | --------------------------------------------------------------------------------------------- | --------------------------------------------------------------------------------------------- | --------- | ------ | ------ | ------ | ------ |
|                                                                                               | Alianta de Dreapta (Εθνικόφρoνες)                                                             | Dimitrios Gounaris                                                                            |           |        |        | 256    |        |
|                                                                                               |                                                                                               | Nikolaos Theotokis                                                                            |           |        |        | 21     |        |
|                                                                                               |                                                                                               | Dimitrios Rallis                                                                              |           |        |        | 18     |        |
|                                                                                               | Independenti de Epirul de Nord                                                                |                                                                                               |           |        |        | 19     |        |
|                                                                                               | Altii                                                                                         |                                                                                               |           |        |        | 22     |        |
| Voturi inregistrate                                                                           | Voturi inregistrate                                                                           | Voturi inregistrate                                                                           | 1,300,000 |        |        | 316    |        |
| Numarul total de voturi                                                                       | Numarul total de voturi                                                                       | Numarul total de voturi                                                                       | 334,945   |        |        |        |        |
| Prezenta la vot                                                                               | Prezenta la vot                                                                               | Prezenta la vot                                                                               |           | 48.8%  |        |        |        |
| Sursa: Texte de Istorie Constituționale (Institutul grec din istoria constituțională)         |                                                                                               |                                                                                               |           |        |        |        |        |